# Pycnoclavella taureanensis
Pycnoclavella taureanensis is een zakpijpensoort uit de familie van de Pycnoclavellidae. De wetenschappelijke naam van de soort is voor het eerst geldig gepubliceerd in 1991 door Brunetti.